# Григорий II Мелнишки
Григорий II  (на гръцки: Γρηγόριος, Григориос) е гръцки духовник, митрополит на Вселенската патриаршия.

## Биография
В 1704 година той събира помощи от много епархии за изграждането на католикона в светогорския манастир Есфигмен. От 1706 до 1711 година Григорий е мелнишки митрополит. В 1719 година Григорий оглавява манастира Есфигмен. Игумен е на манастира „Света Богородица“ на Халки и монах в Иверския манастир. Запазено е завещанието му от 11 юли 1728 година, в което оставя малкото си земни притежания на Иверския манастир.